# Landkreis Rudolstadt
| Basisdaten                                                | Basisdaten    |
| --------------------------------------------------------- | ------------- |
| Bestandszeitraum                                          | 1922–1952     |
| Verwaltungssitz                                           | Rudolstadt    |
| Einwohner                                                 | 70.023 (1939) |
| Gemeinden                                                 | 105 (1939)    |
|                                                           |               |
| Lage des Landkreises Rudolstadt in Thüringen im Jahr 1922 |               |

Der Landkreis Rudolstadt war ein von 1922 bis 1952 bestehender Landkreis in Thüringen. Der Kreissitz befand sich in Rudolstadt. Das ehemalige Kreisgebiet gehört heute größtenteils zum Landkreis Saalfeld-Rudolstadt in Thüringen. Vor 1922 hatte in Schwarzburg-Rudolstadt bereits das Landratsamt Rudolstadt existiert.

## Geschichte

### Schwarzburg-Rudolstadt
Das Fürstentum Schwarzburg-Rudolstadt bestand im 19. Jahrhundert aus zwei räumlich getrennten Landesteilen, der Oberherrschaft im Raum Rudolstadt und der Unterherrschaft rund um Frankenhausen. Bei einer Neugliederung des Staatsgebietes im Jahre 1850 wurden in der Oberherrschaft die beiden Landratsämter Rudolstadt und Königsee eingerichtet. Das Landratsamt Rudolstadt umfasste den nördlichen Teil der Oberherrschaft sowie die Exklaven Angelroda, Elxleben, Leutenberg und Weisbach. Zwischen 1858 und 1868 war das Landratsamt aufgehoben und 1893 wurde die Stadt Rudolstadt aus dem Landratsamt ausgegliedert. Die Gemeinde Unterrottenbach wurde 1908 in das Landratsamt Königsee umgegliedert und dort mit Oberrottenbach zur Gemeinde Rottenbach zusammengeschlossen. 1918 wurde aus dem Fürstentum Schwarzburg-Rudolstadt der Freistaat Schwarzburg-Rudolstadt, der wiederum am 1. Mai 1920 im Land Thüringen aufging.

### Land Thüringen
Nachdem 1920 der neue Freistaat Thüringen gegründet worden war, kam es 1922 zu einer umfassenden Gebietsreform, bei der das Landratsamt Rudolstadt aufgelöst wurde. Der Raum Stadtilm kam zum Landkreis Arnstadt, die  Exklave Leutenberg zum Landkreis Saalfeld und der schwarzburgische Teil der Gemeinde Weisbach zum Landkreis Schleiz. Das verbleibende Gebiet des Landratsamts Rudolstadt bildete den Kern des neuen Landkreises Rudolstadt. Zu diesem Landkreis traten außerdem
- die Stadt Rudolstadt
- ein großer Teil des aufgelösten Landratsamts Königsee
- die Gemeinden Garsitz, Oelze und Schwarzmühle aus dem aufgelösten Kreis der Oberherrschaft (bis 1920 Schwarzburg-Sondershausen)
- der Raum Uhlstädt mit 19 Gemeinden aus dem aufgelösten Landratsamt Roda (bis 1920 Sachsen-Altenburg)
- die Gemeinden Catharinau, Großkochberg, Rödelwitz, Weißbach und Weißen aus dem Landkreis Saalfeld (bis 1920 Freistaat Sachsen-Meiningen)  sowie
- die Stadt Remda sowie die Gemeinden Altremda, Breitenheerda, Heilsberg, Kirchremda und Sundremda aus dem aufgelösten Verwaltungsbezirk Weimar (bis 1920 Sachsen-Weimar-Eisenach).

### DDR
Bei der ersten Kreisreform in der DDR am 1. Juli 1950 wurden die Kreisgrenzen abgeändert:
- Die Gemeinde Oesteröda wechselte in den Landkreis Arnstadt.
- Die Gemeinde Pennewitz wechselte aus dem Landkreis Arnstadt in den Landkreis Rudolstadt.
- Die Gemeinden Naundorf, Oberpreilipp, Schloßkulm, Unterpreilipp und Unterwirbach wechselten aus dem Landkreis Saalfeld in den Landkreis Rudolstadt.
- Die Gemeinden Haufeld, Neckeroda und Treppendorf wechselten aus dem Landkreis Weimar in den Landkreis Rudolstadt.

Bei der Gebietsreform von 1952 in der DDR wurde das Land Thüringen aufgelöst und der Landkreis Rudolstadt aufgeteilt:
- Die Stadt Oberweißbach sowie die Gemeinden Cursdorf, Deesbach, Goldisthal, Katzhütte, Leibis, Lichtenhain, Mellenbach-Glasbach, Meura, Meuselbach-Schwarzmühle, Scheibe-Alsbach und Unterweißbach kamen zum neuen Kreis Neuhaus am Rennweg im Bezirk Suhl.
- Die Gemeinden Allersdorf, Herschdorf und Pennewitz kamen zum neuen Kreis Ilmenau im Bezirk Suhl.
- Der verbleibende Teil des Landkreises bildete den Kreis Rudolstadt, der dem Bezirk Gera zugeordnet wurde.

## Einwohnerentwicklung
| Landkreis Rudolstadt | 1925   | 1933   | 1939   | 1946   |
| -------------------- | ------ | ------ | ------ | ------ |
| Einwohner            | 65.693 | 68.450 | 70.023 | 90.131 |

Einwohnerzahlen der Gemeinden mit mehr als 2.000 Einwohnern (Stand 1939):
| Gemeinde                | Einwohner |
| ----------------------- | --------- |
| Blankenburg             | 5.307     |
| Königsee                | 3.344     |
| Meuselbach-Schwarzmühle | 2.418     |
| Oberweißbach            | 2.249     |
| Rudolstadt              | 18.222    |
| Schwarza                | 3.233     |

## Gemeinden

### Stand 1939
Im Jahre 1939 umfasste der Landkreis Rudolstadt sechs Städte und 99 weitere Gemeinden:
- Allendorf
- Allersdorf
- Altremda
- Ammelstädt
- Aschau
- Bad Blankenburg, Stadt
- Barigau
- Bechstedt
- Beutelsdorf
- Böhlscheiben
- Braunsdorf
- Breitenheerda
- Burkersdorf
- Catharinau
- Cordobang
- Cursdorf
- Deesbach
- Dittersdorf
- Dittrichshütte
- Dorndorf
- Dörnfeld an der Heide
- Döschnitz
- Dröbischau
- Egelsdorf
- Eichfeld
- Engerda
- Eschdorf
- Etzelbach
- Fröbitz
- Garsitz
- Geitersdorf
- Goldisthal
- Großgölitz
- Großkochberg
- Heilingen
- Heilsberg
- Hengelbach
- Herschdorf
- Horba
- Katzhütte
- Keilhau
- Kirchhasel
- Kirchremda
- Kleingölitz
- Kleinkochberg
- Kolkwitz
- Königsee, Stadt
- Kuhfraß
- Leibis
- Leutnitz
- Lichstedt
- Lichta
- Lichtenhain
- Mankenbach
- Mellenbach-Glasbach
- Meura
- Meuselbach-Schwarzmühle
- Milbitz b. Rottenbach
- Milbitz b. Teichel
- Mörla
- Mötzelbach
- Neusitz
- Niederkrossen
- Oberhain
- Oberhasel
- Oberköditz
- Oberschöbling
- Oberweißbach, Stadt
- Oberwirbach
- Oelze
- Oesteröda
- Partschefeld
- Paulinzella
- Pflanzwirbach
- Quittelsdorf
- Remda, Stadt
- Röbschütz
- Rödelwitz
- Rohrbach
- Rottenbach
- Rudolstadt, Stadt
- Schaala
- Scheibe-Alsbach
- Schmieden
- Schwarza
- Schwarzburg
- Sitzendorf
- Solsdorf
- Storchsdorf
- Sundremda
- Teichel, Stadt
- Teichröda
- Teichweiden
- Thälendorf
- Uhlstädt
- Unterhain
- Unterköditz
- Unterschöbling
- Unterweißbach
- Watzdorf
- Weißbach
- Weißen
- Wittgendorf
- Zeigerheim
- Zeutsch

### Vor 1939 ausgeschiedene oder aufgelöste Gemeinden
Bei der thüringischen Kreisreform von 1922 gab das Landratsamt Rudolstadt eine größere Anzahl seiner Gemeinden an benachbarte Verwaltungsbezirke ab:
- Die Stadt Stadtilm sowie die Gemeinden Angelroda, Bücheloh, Cottendorf, Döllstedt, Ehrenstein, Ellichleben, Elxleben, Geilsdorf, Gösselborn, Gräfinau, Griesheim, Großhettstedt, Großliebringen, Hammersfeld, Kleinhettstedt, Kleinliebringen, Nahwinden, Oberilm, Singen und Wüllersleben kamen zum Landkreis Arnstadt.
- Die Stadt Leutenberg sowie die Gemeinden Arnsbach, Breternitz, Bucha, Burglemnitz, Döhlen, Dorfilm, Eichicht, Eyba, Fischersdorf, Gleima, Heberndorf, Hirzbach, Hockeroda, Kleingeschwenda, Knobelsdorf, Könitz, Laasen, Landsendorf, Munschwitz-St. Jakob, Preßwitz, Reschwitz, Roda, Rosenthal, Schweinbach, Steinsdorf, Tauschwitz, Unterloquitz, Unterwirbach, Volkmannsdorf, Wallendorf, Weischwitz, Weitisberga, Wickersdorf, Wittmannsgereuth, Witzendorf, Wöhlsdorf und Zopten kamen zum Landkreis Saalfeld.
- Die Gemeinde Volkstedt wurde 1921 und die Gemeinde Cumbach 1929 in die Stadt Rudolstadt eingemeindet.